# Nacala
Nacala är en ort i Nampula-provinsen i Moçambique. Staden ligger vid den sydliga grenen av Fernão Veloso-bukten och har den djupaste naturliga hamnen på Afrikas östkust.
Nacala är ändstation för den 914 kilometer långa järnvägen Nacalabanan, som fungerar som förbindelse mellan Malawi och havet. Nacala byggdes upp i slutet av det portugisiska kolonialstyret i Moçambique i slutet av 1970-talet.
Staden har en av tre cementfabriker i Moçambique.

## Transport
Nacala är ändstation för järnvägen Nacalabanan, som fungerar som förbindelse från Malawi till havet. Den har förbindelse med Central East African Railway (CEAR) i Malawi.